# Skipshelleren
Koordinaten: 60° 39′ 17″ N, 5° 47′ 50″ O
Skipshelleren ist eine von der Steinzeit bis in die Eisenzeit intensiv als Abri genutzte Halbhöhle über dem Südostufer des Vikafjords in der norwegischen Provinz (Fylke) Vestland nordöstlich von Bergen.
Der etwa 15 tiefe und 30 m hohe Felsüberhang befindet sich oberhalb der Heldersbucht („Heldersbukta“) unmittelbar westlich der „Øvre Bolstadstraumen“ genannten Fjordenge, die den Vikafjord von seiner östlichen Verlängerung, dem Bolstadfjord, trennt, und nur wenige hundert Meter westlich der Bolstadstraumen-Brücke gegenüber dem am Nordufer gelegenen Dorf Straume.
Nachdem Bewohner der Gegend verschiedene Einzelfunde entdeckt und an das Universitätsmuseum Bergen weitergereicht hatten, wurden 1930/31 die ersten archäologischen Grabungen vor Ort durchgeführt. Sieben Kulturschichten aus der Zeit von 5200 v. Chr. bis 1000 n. Chr. von zusammen 1,7 Meter Dicke wurden nachgewiesen und rund 175.000 einzelne Fundstücke wurden freigelegt. Darunter waren zwar auch Werkzeuge aus Stein und Flint, aber die weitaus größere Mehrzahl waren Knochen und Knochenfragmente von Säugetieren und kleinere Anteile von Fisch- und Vogelknochen.